# Universitatea de Medicină și Farmacie „Victor Babeș” din Timișoara
Universitatea de Medicină și Farmacie „Victor Babeș” (cunoscută și după prescurtarea UMFT) este o instituție de învățământ superior din Timișoara, înființată la data de 30 decembrie 1944, ca urmare a semnării Decretului nr. 660 de către regele Mihai I. În 2011 a fost clasificată de Ministerul Educației în categoria universităților de educație și cercetare științifică. În cadrul UMFT funcționează trei facultăți: Medicină, Medicină Dentară și Farmacie. Universitatea poartă numele lui Victor Babeș, autorul primului tratat de bacteriologie din lume și fondatorul școlii românești de microbiologie.

## Istoric

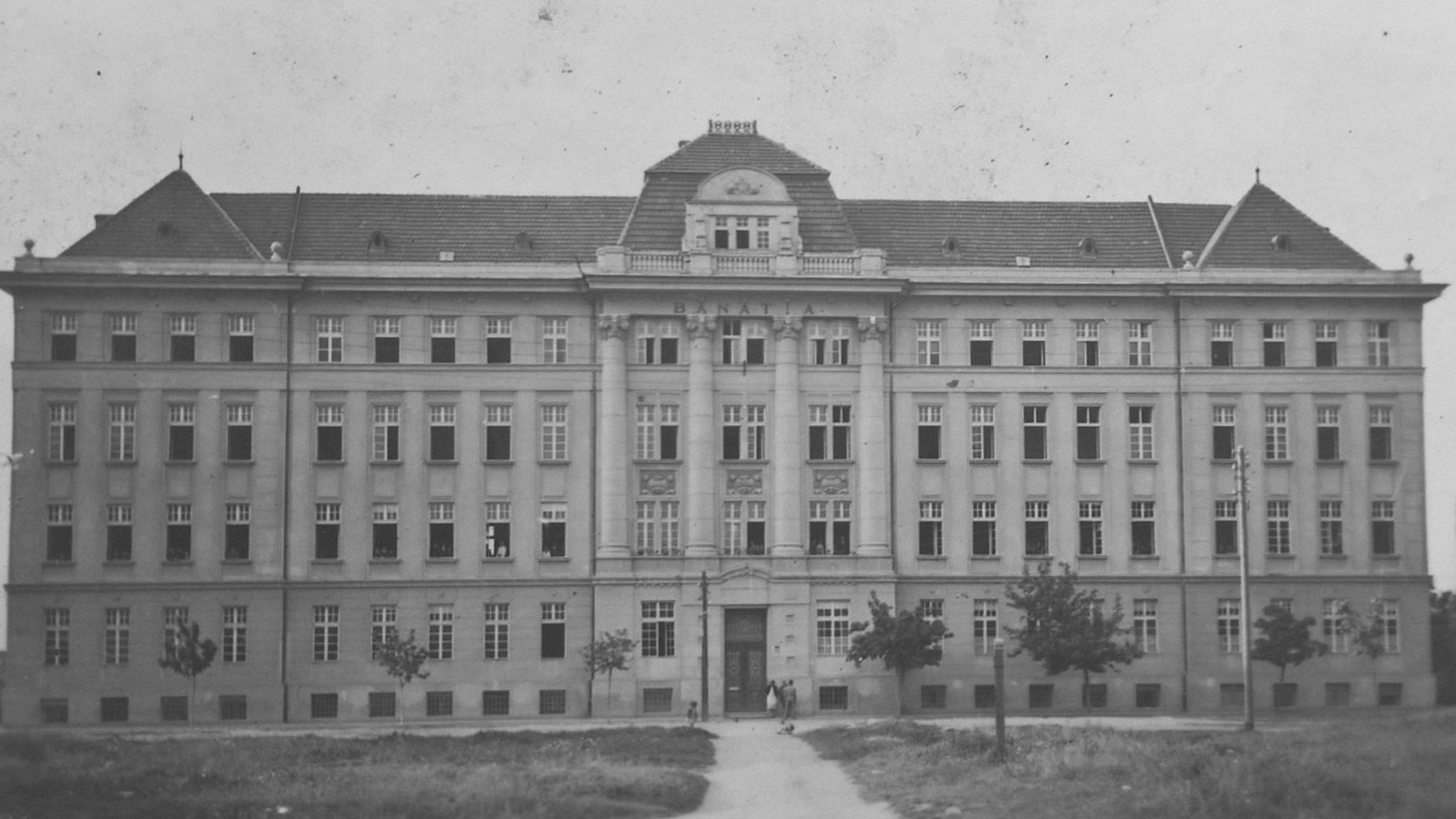
Banația în 1939. Astăzi, clădirea găzduiește Rectoratul UMFT.

În decembrie 1944 a fost emis Decretul-lege nr. 660 pentru înființarea Universității de Vest, care, la 30 decembrie ale aceluiași an, a fost semnat de regele Mihai I. Acest act a fost precedat de Raportul 2414/30.12.1944, semnat de Ștefan Voitec, ministrul Educației Naționale, Mihail Romniceanu, ministrul de Finanțe, Aurel Leucuția, ministrul Economiei Naționale și Daniel Danielopolu, ministrul Sănătății și Asistenței Sociale. În articolul 1 al Decretului-lege, Universitatea de Vest din Timișoara cuprindea facultățile de: Drept, Litere și Filozofie, Științe, Medicină Umană, Medicină Veterinară, Farmacie și Teologie.
Primul document care consemnează înființarea Facultății de Medicină din Timișoara este Decretul nr. 104 din 17 ianuarie 1945, semnat de Dumitru Bagdasar, ministrul Sănătății din acea vreme. Dar documentul fundamental care a condus de drept și de fapt la înființarea Facultății de Medicină a fost Legea nr. 361 din 4 mai 1945, care modifica prevederile Decretului-lege de înființare a Universității de Vest, în sensul necesităților obiective impuse de formarea în această parte a țării a unor specialiști în domeniul ocrotirii sănătății. Facultatea de Medicină din Timișoara începe să funcționeze în mod efectiv la 15 iulie 1945 cu primii doi ani de studiu: în anul I cu 412 studenți, iar în anul II cu 76. Deschiderea festivă a facultății, la 18 iulie 1945 a fost primită cu vie satisfacție. În cuvântul inaugural rostit de decanul facultății, Șerban Brătianu, s-a subliniat importanța înființării acestui lăcaș de învățământ medical superior.
În primele trei luni (iulie–septembrie 1945) s-au ținut doar cursuri teoretice: anatomie, fiziologie, chimie, în sala mare și alte încăperi din clădirea actualei Case a Studenților de pe Bulevardul Tinereții (fostul liceu „Notre-Dame”). O substanțială schimbare a desfășurării procesului de învățământ medical s-a produs în octombrie 1945, când facultății i s-a atribuit actualul local – fosta „Banația”, liceu romano-catolic, apoi spital militar sovietic încă din toamna anului 1944, evacuat în acest scop, la cererea guvernului.

## Facilități

### Biblioteca
Biblioteca Universității de Medicină și Farmacie „Victor Babeș” a fost înființată în martie 1946. Începând cu un număr de 40 de volume și o sală de lectură de 50 de locuri, biblioteca universității deține astăzi peste 185.000 de volume și 160.000 de publicații periodice, care pot fi consultate în două săli de lectură cu 142 de locuri. Numărul cititorilor este în medie de 6.000/an. Utilizarea bibliotecii se face pe baza unei legitimații eliberate de bibliotecă.
Se continuă schimbul internațional de publicații cu revista universității, Timișoara Medicală, care este expediată celor 91 de parteneri din 36 de țări. Biblioteca dispune de 45 de filiale în clinici și laboratoare. Sectorul informatic al bibliotecii a fost înființat în anul 1991.